# Melinaea maeonis
Melinaea maeonis är en fjärilsart som beskrevs av William Chapman Hewitson 1869. Melinaea maeonis ingår i släktet Melinaea och familjen praktfjärilar. Inga underarter finns listade i Catalogue of Life.